# Quaqua armata
Quaqua armata är en oleanderväxtart som först beskrevs av Nicholas Edward Brown, och fick sitt nu gällande namn av P.V. Bruyns. Quaqua armata ingår i släktet Quaqua och familjen oleanderväxter. Inga underarter finns listade i Catalogue of Life.